# A1185
A1185是一个位于大熊座的星系团星系团，距离地球约4亿光年，延展100万光年，是狮子座超星系团的一个成员。A1185中最亮的一个星系是NGC 3550]。